# Diastylis araruamae
Diastylis araruamae är en kräftdjursart som beskrevs av Petrescu och Mihai Bacescu 1991. Diastylis araruamae ingår i släktet Diastylis och familjen Diastylidae. Inga underarter finns listade i Catalogue of Life.